# Гайзенгайм
Гайзенгайм (нім. Geisenheim) — місто в Німеччині, знаходиться в землі Гессен. Підпорядковується адміністративному округу Дармштадт. Входить до складу району Райнгау-Таунус.
Площа — 40,34 км2. Населення становить 11 626 ос. (станом на 31 грудня 2020).